# Kohei Hayashi
Kohei Hayashi (林 晃平 Hayashi Kohei?), född 27 juni 1978 i Yamaguchi prefektur, är en japansk före detta fotbollsspelare.
Hayashi började sin karriär 1997 i Gamba Osaka. 1999 blev han utlånad till Consadole Sapporo. 2001 flyttade han till Kawasaki Frontale. Efter Kawasaki Frontale spelade han för Montedio Yamagata. Han avslutade karriären 2007.